# Minori Hayakari
Minori Hayakari (早狩実紀), née le 29 novembre 1972, est une athlète japonaise spécialiste du 3 000 mètres steeple. Détentrice du record du Japon du 3 000 mètres steeple en 9 min 33 s 93 réalisés le 20 juillet 2008 à Heusden-Zolder, elle remporte le titre aux championnats d'Asie sur la même distance en 2011.
Seule asiatique qualifiée en finale des championnats du monde en 2005 pour la première apparition du steeple féminin, elle participe aussi aux 3 000 m steeple des championnats du monde de 2009, à Berlin, et de 2011 à Daegu, sans parvenir à se qualifier en finale.

## Biographie

### Palmarès
| Date | Compétition                | Lieu      | Résultat | Épreuve         | Performance        |
| ---- | -------------------------- | --------- | -------- | --------------- | ------------------ |
| 1997 | Jeux de l'Asie de l'Est    | Busan     | 2e       | 800 m           | 2 min 07 s 65      |
| 1997 | Jeux de l'Asie de l'Est    | Busan     | 3e       | 1 500 m         | 4 min 21 s 37      |
| 2005 | Championnats du monde      | Helsinki  | 12e      | 3 000 m steeple | 9 min 48 s 97      |
| 2006 | Coupe du monde des nations | Athènes   | 8e       | 3 000 m steeple | 9 min 49 s 49      |
| 2009 | Jeux de l'Asie de l'Est    | Hong Kong | 2e       | 3 000 m steeple | 10 min 07 s 01     |
| 2010 | Jeux asiatiques            | Canton    | 3e       | 3 000 m steeple | 10 min 01 s 25     |
| 2011 | Championnats d'Asie        | Kobe      | 1re      | 3 000 m steeple | 9 min 52 s 42 (CR) |
| 2015 | Marathon d'Athènes         | Athènes   | 1re      | Marathon        | 2 h 52 min 06      |

### Records
| Épreuve              | Performance        | Lieu            | Date           |
| -------------------- | ------------------ | --------------- | -------------- |
| 3 000 mètres steeple | 9 min 33 s 93 (NR) | 20 juillet 2008 | Heusden-Zolder |